# Lamteh
Lamteh is een bestuurslaag in het regentschap Banda Aceh van de provincie Atjeh, Indonesië. Lamteh telt 2179 inwoners (volkstelling 2010).